# Sabázio

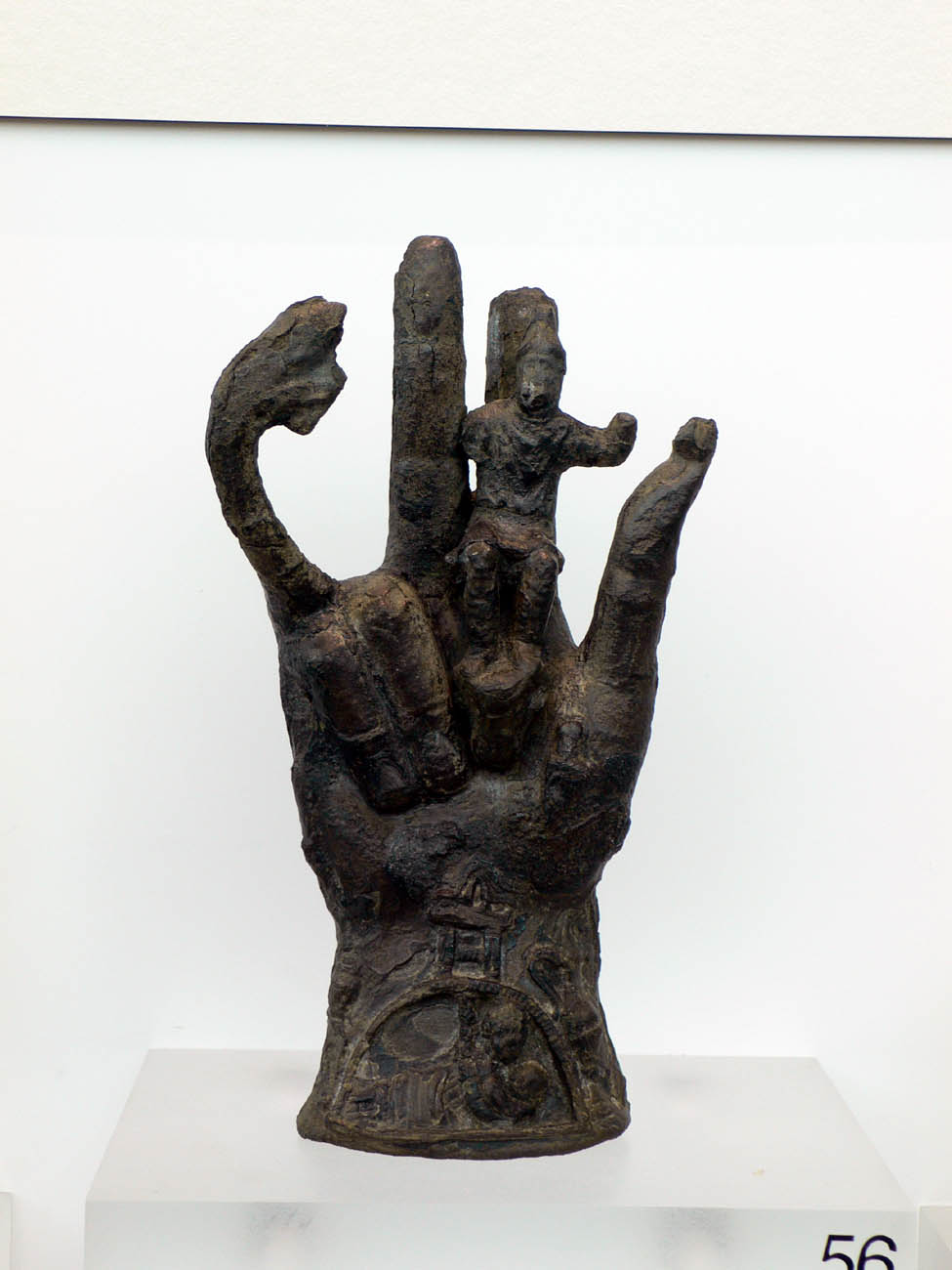
Mão de Sabácio esculpida em bronze

Sabázio, ou Sabácio (em grego clássico: Σαβάζιος; romaniz.: Sabázios) é um deus dos frígios e trácios associado às serpentes, ao vinho, às orgias e aos cavaleiros.
Embora os greco-romanos o interpretem tanto como Zeus e Dioniso, as representações dele, mesmo em tempos romanos, mostram-lhe sempre como um cavaleiro nômade, um deus errante com uma lança em punho como símbolo de poder.